# Многотельные системы
Многотельные системы используются для моделирования динамики совокупности взаимодействующих твёрдых и/или гибких тел, которые могут совершать значительные поступательные и/или вращательные движения.

## Введение
Систематическое изучение динамики поведения взаимосвязанных тел привело к возникновению в механике большого количества важных «многотельных» формализмов. Самые простые тела или элементы системы многих тел были уже изучены Ньютоном (свободное разделение) и Эйлером (твердые тела). Эйлер ввел силы реакции между телами. Позднее была введена серия формализмов, например, формализмы Лагранжа, основанный на минимальных координатах и второй формулировке, которая вводит напряженное состояние.
В основе своей движение тел описывается их кинематическим поведением. Динамическое поведение является результатом баланса приложенных к телу сил и величины изменения моментов. В настоящее время термин «многотельная система» можно отнести к большому количеству инженерных областей науки, особенно робототехнике и динамике автомобилей.